# Cathédrale Saint-Joseph de Fort-Liberté
Pour les articles homonymes, voir Cathédrale Saint-Joseph.
 (décembre 2023).
Si vous disposez d'ouvrages ou d'articles de référence ou si vous connaissez des sites web de qualité traitant du thème abordé ici, merci de compléter l'article en donnant les références utiles à sa vérifiabilité et en les liant à la section « Notes et références ».
La cathédrale Saint-Joseph, située à Fort-Liberté, chef-lieu du département Nord-Est d'Haïti, est le siège de l'évêque du diocèse de Fort-Liberté.